# Брусилова, Варвара Ивановна
Варва́ра Ива́новна Бруси́лова (урождённая Котляре́вская, 1899, Москва — 10 сентября 1937, Медвежьегорский район, Карельская АССР) — русская дворянка, медсестра, советская журналистка. Сноха (невестка) знаменитого полководца Первой мировой войны, генерала от кавалерии Брусилова. Как враг советской власти трижды получала смертный приговор (1922, 1934, 1937), четырежды — лагерный срок. Зарубежная пресса, освещавшая первый показательный судебный процесс над «церковниками» в Москве в 1922 году, назвала её русской Жанной д’Арк.

## Биография
Родилась в 1899 году в Москве (по другим данным в Киеве) в дворянской семье Котляревских, имевшей украинские корни.
Её отец — тайный советник Иван Андреевич Котляревский (1853—1909), приходился старшим братом учёному и политику, профессору Сергею Андреевичу Котляревскому (1873—1939), в 1874 году окончил Императорское училище правоведения — престижное закрытое учебное заведение для детей потомственных дворян — и был председателем департамента Киевской судебной палаты, занимался благотворительной деятельностью, являлся активным членом киевского комитета Общества попечительства лицам, отбывшим наказание, и детям бесприютным.
Её дед — действительный статский советник Андрей Иванович Котляревский (ок. 1826—1895) также в 1847 году окончил Императорское училище правоведения, был членом Московской судебной палаты, председателем Пермской казенной палаты.
Мать — Мария Алексеевна (урождённая Остроумова). Её дед по материнской линии — известный профессор медицины, врач-терапевт Алексей Александрович Остроумов (1844—1908).
Училась в гимназии, на курсах иностранных языков изучала английский и французский.
Жила в Москве, в квартире № 1, принадлежавшей бабушке Варваре Ивановне Остроумовой (урождённой Ляминой, 1852—?), в доме № 43 в Староконюшенном переулке.
В годы Первой мировой войны, с 1914 года сестра милосердия на фронте, в 1916 году окончила курсы медицинских сестёр, с 1917 года работала в московском госпитале, оказывала помощь раненым воинам.
Согласно воспоминаниям генерала от кавалерии Брусилова шестнадцатилетняя Варвара Котляревская встретилась с его сыном, будущим мужем, штабс-ротмистром лейб-гвардии Конно-гренадерского полка Алексеем Алексеевичем Брусиловым-младшим осенью 1916 года, когда во время затишья на фронте Брусилова-младшего отпустили в отпуск и он гостил в подмосковной усадьбе своего дяди Бориса Алексеевича Брусилова (1855—1918) в Глебово. С самим генералом Варвара Котляревская встречалась перед войной, когда отдыхала с бабушкой Варварой Ивановной Остроумовой на баварском курорте Бад-Киссинген и была соседями по обеденному столу в гостинице с генералом и его женой. С началом войны Брусилов-младший начал часто получать посылки и письма от Варвары и её бабушки.
В начале 1917 года Алексей Брусилов-младший сообщил отцу о намерении жениться на Варваре Котляревской и получил согласие. С бабушкой Варварой Ивановной Остроумовой и матерью Марией Варвара Котляревская проходила курс лечения в загородном филиале санатория для больных внутренними и нервными болезнями Ф. А. Гриневского в усадьбе Гребнево Богородского уезда Московской губернии. 2 июля в Гребнево Алексей и Варвара повенчались.
Впоследствии, уже после гибели сына генерал себя и вторую жену Надежду Владимировну (урождённую Желиховскую, 1864—1938) жестоко корил за согласие на этот брак:
Я был слишком занят фронтом. <…> Конечно, я кругом виноват, я должен был вникнуть в этот вопрос серьезнее. Картина ясна; бабушке и
внучке, богатым и честолюбивым, пожелалось блеснуть перед московскими подружками блестящим браком. Помилуй бог, сын главнокомандующего прославленного Юго-Западного фронта! Мою жену я сильно виню во всём происшедшем, она должна была быть более осторожной, хотя она и оправдывалась обычными женскими доводами: «Девочка сама этого хочет, она хорошей семьи, православная, хорошая патриотка и прекрасно образованная, средства большие, кажется искренней и доброй». <…> Я очень виню свою жену, но и для неё всё случившееся потом было большим горем.
Генерал Брусилов 19 июля 1917 года ушёл в отставку и 21 июля приехал в Москву. Варвара ухаживала за генералом после его случайного осколочного ранения в ногу в ходе обстрела штаба Московского военного округа 2 ноября. Генерал до июля 1918 года лечился в госпитале, где его навещала невестка.
После Октябрьской революции Брусилов-младший жил в семье жены, не имел дела и, по выражению его отца, превратился в «офицеришку-нахлебника». Это не устраивало и Варвару. Во время болезни генерала между Варварой, её бабушкой Варварой Ивановной Остроумовой и её мужем начались разногласия и муж съехал из их квартиры в квартиру своего отца.
В августе 1918 года ЧК арестовала свёкора. В усадьбе Глебово арестовали мужа и его дядю Бориса. Генерал два месяца находился на гауптвахте в Московском Кремле, муж — полгода в тюрьме. Варвара Брусилова постоянно навещала и носила передачи генералу. Она также оказала немалые услуги семье брата генерала Брусилова — Бориса, умершего в 1918 году в Бутырской тюрьме. После освобождения свёкор и муж вступили в Красную армию. Дальнейшая судьба мужа доподлинно неизвестна. По одним данным попал в плен к «дроздовцам» и расстрелян. 20 декабря 1919 года газета «Боевая правда» 7-й армии РККА на последней странице опубликовала заметку:
В Киеве по приговору военно-полевого суда белыми расстрелян бывший корнет Брусилов, сын известного царского генерала. Он командовал красной кавалерией и попал в плен к белым в боях под Орлом.
По другой версии Брусилов-младший в плену поступил в Белую армию и умер от тифа в Ростове.
С 1918 года Варвара работала делопроизводителем.
Варвара родила сына. Маленький сын умер, когда она находилась в заключении.
Согласно воспоминаниям Брусилова-старшего после смерти бабушки Варвары:
Мы по долгу совести звали её жить с нами, желая такой молоденькой женщине оказать заботу, думая, что под нашим кровом ей будет безопаснее жить. Но она не приняла нашей руки и стала устраивать у себя политические салоны то с правым, то с левым направлением. Её гостями были то епископы, монахи и монахини, то матросы и деятели крайнего большевизма. Такая мешанина очень смущала меня и мою жену, и мы все постепенно отдалились от неё.
В мае 1921 года уволена со службы и работала переводчицей. Писатель Родион Михайлович Берёзов вспоминает: «Варя была такая добрая, ласковая. Правда, на язык смелая — за что, вероятно, и пострадала».

## Процесс над «церковниками»
3 апреля 1922 года арестована ЧК. Ранее, 23 февраля ВЦИК издал декрет «Об изъятии церковных ценностей». В марте в Москве началась кампания по изъятию ценностей из церквей и монастырей под предлогом спасения от голода крестьян, которая встретила стихийное и организованное сопротивление. 26 апреля в здании Политехнического музея открылся первый публичный показательный процесс Московского ревтрибунала по делу «церковников», в периодической печати обычно называемый «Процессом 54-х», одной из 50 обвиняемых на котором была Брусилова. Председателем трибунала был Михаил Михайлович Бек. Брусилову публично допрашивали 29 апреля:
Брусилова: Виновной в агитации себя не признаю.
Председатель: А в чём признаете?
Брусилова: В произнесении слова «грабёж» — признаю.
Председатель: Что можете объяснить по поводу этого произнесения?
Брусилова: Проходя мимо нашей церкви и увидев происходившее там изъятие, которое оскорбляло религиозное чувство, я политически неправильным словом выразила своё настроение, причём я обращалась не к толпе, а к моей знакомой, случайно проходившей тут же.
Председатель: К кому?
Брусилова: Я просила её не привлекать. Если угодно верить, так моему показанию.
Председатель: Значит, вы фамилии назвать не хотите?

Брусилова: Да.
В конце допроса:
Председатель: В толпе при этом отдельные лица тоже высказывались. О чём высказывались?
Брусилова: Высказывались на тему об изъятии. Но я беседы с ними не вела, и я не хотела никого впутывать в неприятную эту историю.
Председатель: Значит, то, что вы сказали: «Грабёж» — они слышали?

Брусилова: Думаю, что нет.
В последнем слове 7 мая Варвара Брусилова заявила:
Ваш приговор я встречу спокойно, потому что по моим религиозным верованиям смерти нет. Я милости и пощады не прошу.
8 мая Брусилова в составе группы из 11 человек (8 священнослужителей и 3 мирян) приговорена к расстрелу Московским ревтрибуналом.
Епископ Антонин (Грановский), который выступал 2 мая в качестве эксперта на процессе, написал Михаилу Калинину, с которым ранее сблизился, заявление с просьбой о помиловании. На заседании Политбюро ЦК ВКП(б) 11 мая по предложению Троцкого утверждение приговора Московского ревтрибунала в связи с заявлением Антонина было решено отложить. 18 мая Политбюро утвердило расстрельный список из пяти человек. В отношении шести человек, в том числе Брусиловой смертный приговор, вынесенный Московским ревтрибуналом, постановлением Президиума ВЦИК 27 мая был заменен на 5 лет тюремного заключения.
31 июля Брусилова из Новинской женской тюрьмы написала письмо, адресованное Ленину, с обличением преступного отношения советской власти к верующим:
Владимир Ильич!
Моя подпись напомнит Вам недавний процесс церковников, в котором 5 человек поплатились головой за свои религиозные убеждения. Я была в числе одиннадцати, приговоренных к высшей мере наказания. Говорят, что Советская власть за убеждения не судит. Это неправда. Конкретной вины у нас всех не было никакой, к нам были так суровы за то, что некоторые из нас имели мужество перед лицом Трибунала поднять голос в защиту своих святынь, сказать вслух то, о чем шепчется по углам и шумит вся Православная Русь.
Вам лучше, чем кому-нибудь, должно быть известно, что никакого заговора, никакой преступной организации у нас не было. Большинство из нас впервые увидели друг друга на скамье подсудимых. Нас объединяло только оскорбленное религиозное чувство. Пусть с Вашей атеистической точки зрения мы были не правы — разве за это можно казнить? Не милости, не пощады я у Вас прошу, я спокойно глядела в глаза смерти весь долгий месяц одиночного заключения после приговора, но мне лишь невыносимо больно было за тех, на которых у Вас поднялась рука, мне больно за безвинно пролитую кровь.
У Вас, именующего себя вождем русской революции, я спрашиваю: какими словами, если не кровавой расправой, назвать Ваш революционный суд?
Не думайте, что этим путем Вы искорените религиозное чувство в душе русского народа. Знайте, что тысячная толпа, присутствовавшая на нашем процессе в Трибунале, в то время как Вы поливали нас грязью и называли нас бандитами и людоедами, эта толпа приветствовала нас как новых мучеников христианства всюду, где могла. Они молчали потому, что знали, что слово в свободной Советской России карается смертию, они видели это на живом примере.
Я предлагала мои молодые силы на служение ближним для санитарной и медицинской работы на голоде и эпидемии, но в этом мне было отказано. Я обречена на бессмысленное сидение в тюрьме. Конечно, мое заключение облегчено сознанием моей невиновности и моральной поддержкой с воли. Со всех концов Москвы несут мне передачи.

Бывший епископ Антонин заявил в печати, что мы обязаны ему спасением нашей жизни. Знает ли он, что не все захотят принять этот дар от его запятнанных кровию рук! Ведь на него и его сподвижников падает ответственность за загубленные жизни.В. И. Брусилова
Чтобы спасти Варвару от расстрела Надежде Владимировне Брусиловой удалось достать серьёзные медицинские свидетельства её невменяемости. Варвара после 14 месяцев заключения в Новинской женской тюрьме выпущена «по разгрузке тюрем».
По освобождении, по ходатайству свёкора, ставшего крупным военачальником — инспектором кавалерии, Брусилова устроилась критиком и переводчицей в газету «Красная звезда», созданную как центральный печатный орган Народного комиссариата по военным и морским делам СССР в ноябре 1923 года.
Вышла вторым браком за Антония Николаевича Семигановского-Диальти.
В 1927 году Брусилова перешла на работу секретарём в американское агентство «Юнайтед пресс».

## Второй суд
25 апреля 1930 года Брусилову арестовали по обвинению «в шпионаже в пользу Англии». 16 октября коллегия ОГПУ приговорила её по статье 58-3-6-14 Уголовного Кодекса РСФСР к 10 годам лишения свободы.
Она попадает в Кемский пересыльно-распределительный пункт в Рабочеостровск, предназначенный для заключённых, направляемых в Соловецкий лагерь особого назначения (СЛОН). Однако из-за окончания навигации до Соловецких островов не добралась. Из пересыльного пункта её отправили в женский производственный лагерь «Швейпром» в городе Кемь.
В 1931 году за нарушение лагерного режима Брусилову отправили в шестое особое отделение лагеря СЛОН на острове Анзерский, где она работала скотницей в совхозе № 3. В 1933 году Соловецкий лагерь стал VIII отделением Белбалтлага.
Михаил Михайлович Розанов в книге-обзоре «Соловецкий концлагерь в монастыре» посвятил ей целую главу:
В Соловецком концлагере в 1931—32 годах я не раз встречал Варвару в обществе других известных дам, которых было бы просто совестно называть «зэчками». Но «мужской благосклонности», как сказал бы Чехов, Варя не вызывала ни фигурой, ни лицом и, видимо, тяжело переживала это, находясь среди более удачливых во всех отношениях сокамерниц своего круга. Было ей тогда около тридцати лет.
По воспоминаниям Семёна Александровича Пидгайного, цитируемым М. М. Розановым:
Среди заключённых фермы была дочь знаменитого генерала Брусилова, перешедшего на службу к большевикам. Для своих 35 лет она выглядела значительно старше. Подолгу молилась у иконы, подаренной ей в детстве императрицей, презирала содержавшихся на Анзере столпов русской империи и Временного правительства, держалась обособленно от всех, чтила только Столыпина и молча несла свой крест. Коммунизм она полностью отрицала и ненавидела.

## Третий суд
Михаил Михайлович Розанов по воспоминаниям Пидгайного сообщает:
В своём несчастье она полюбила порученную ей бессловесную скотину и охотно ухаживала за ней. Но случилось непоправимое. По халатности одного из рабочих-растяп треть всего молочного стада — двадцать холмогорских коров — случайно оказались отравленными и подохли. „Перед этим событием, — пишет Пидгайный — отошло на задворки даже дело о существовании на Соловках национал-социалистической партии“. Весь обслуживавший ферму состав — 33 арестантов — ввергли в изолятор. Завертелось круглосуточное следствие. <…> Падёж коров, за которыми она так старательно ухаживала, вызвал у Брусиловой слёзы и рыдания. Начальник лагеря Пономарёв, узнав об этом, решил, что именно под её влиянием сонный недотёпа ночью впотьмах вместо молотых костей взял мышьячную муку, стоявшую для лекарственных надобностей по соседству с пшеничной, овсяной, костяной и рыбной мукой и комбикормом. Брусилову заперли в «каменный мешок», в котором за три века до неё страдали староверы.
В мае 1934 года обвинена по статье 58-14 Уголовного Кодекса РСФСР в том, что «не только не проявила признаков исправления, но, оставаясь непримиримым врагом Советской власти, активно принимала участие в совершении организованного вредительского акта с контрреволюционной целью, в результате чего был отравлен скот совхоза» и приговорена отделением Ленинградского облсуда при ББК HКВД СССР к расстрелу. При рассмотрении кассационной жалобы Спецколлегией Главсуда АКССР при ББК HКВД приговор был отменён и по статье 58-10 Уголовного Кодекса РСФСР за «распространение контрреволюционных выпадов против руководства лагеря» Брусилова приговорена к двум годам заключения в дополнение к не отбытой части предыдущего срока.
С началом навигации отправлена на материк, работала медсестрой несколько месяцев в лазарете в посёлке Майгуба (по другим данным — в посёлке Надвоицы) Белбалтлага. Затем 14 сентября попала в специальный лагерный пункт «Морсплав» в городе Кемь. 24 октября 1934 года в письме Екатерине Павловне Пешковой, возглавлявшей организацию «Помощь политическим заключенным», Брусилова писала:
Глубокоуважаемая Екатерина Павловна!
В Морсплаве работы по специальности — медсестрой, или хотя бы в канцелярии — нет, а физические работы мне не под силу. Сейчас я вторую неделю лежу в лазарете с осенним обострением туберкулезного процесса, катаром желудочно-кишечного тракта и острым малокровием, что в значительной степени является результатом тяжелых перипетий последнего года.
Материально мне сейчас очень трудно, так как уже много месяцев я не работаю и таким образом лишена минимального лагерного заработка; посылок и денег почти не получала, кроме того, что очень редко доходило от Вас (последняя прошлой осенью в Соловках).
Никаких хлопот о смягчении участи прошу не предпринимать — просила бы только ходатайствовать об отправке меня на Соловки до закрытия навигации, для этого теперь, кажется, нужна санкция Москвы, и об указаниях из Центра о работе по специальности — последнее мне было обещано в июле этого года. Если это возможно, очень хотела бы получить переводную работу, литературную, которую я могла бы вести и на больничной койке и в свободное от лагерной работы время с тем, чтобы окончательно не потерять своей квалификации и знания языков, и одновременно урегулировать материальный вопрос. Мне нужно всё — от обуви, платья, белья, усиленного питания — до денег и курева включительно. Думаю, что это не встретило бы препятствий со стороны органов ОГПУ и III отдела ББК.
Когда немного восстановятся физические силы, думаю, что при условии любимой медицинской работы, при нормальных условиях лагерной жизни, я сумею сохранить моральную и физическую бодрость на остающуюся вторую половину моего срока. О прожитых в заключении годах я не жалею; они морально дали мне больше, чем отняли, несмотря на огромную усталость. Тяжелее всего мне безвестность и тревога об оставшихся на воле, ибо сам по себе лагерь не так уж и страшен, как это кажется со стороны, до сих пор, за малым исключением, мне всегда и всюду было хорошо, и среди товарищей я не ощущала своё одиночество.
Вам, глубокоуважаемая Екатерина Павловна, приношу горячую благодарность за моральную и материальную поддержку, которую вы мне оказывали, и прошу извинить, что снова Вас беспокою. Жду Вашей весточки.

Искренне Вас уважающая В. И. Брусилова

## Четвёртый суд
В декабре 1934 года, после убийства Сергея Кирова, Брусилова обвинена в «контрреволюционных разговорах и одобрении убийства Кирова» и приговорена к трём годам заключения в дополнение к не отбытой части предыдущего срока.
Подавала многочисленные ходатайства о переводе на работу медсестрой. Осенью 1936 года переведена медсестрой в лазарет 3-го водораздельного отделения Беломорско-Балтийского канала (ББК) у восьмого шлюза.
С 1934 по 1937 год несколько раз объявляла голодовки. Последнюю голодовку начала 9 февраля 1937 года.

## Пятый суд
Арестована 14 марта 1937 года, на 23-й день голодовки и заключена в ШИЗО. Тройкой НКВД Карельской АССР 2 сентября приговорена по статье 58-10 Уголовного Кодекса РСФСР к расстрелу. Согласно меморандуму к заседанию Тройки:
Отбывая меру соцзащиты, Брусилова своими многочисленными заявлениями и троекратной голодовкой в 1934–35–36 гг. в течение 142 дней добивалась устройства личной жизни в лагере. За время пребывания в лагере не работала, об отказе от работы заявила в письменной форме. Вела агитацию среди женщин-заключённых, призывала их не работать. Находясь в лагере, поддерживала свои заграничные связи, стараясь в своей переписке передать всё о жизни в лагере, считая это «священным долгом». 14.08.1937 г., будучи озлоблена на содержание в лагере, пыталась поджечь здание лазарета 3 лагпункта, подстрекая к этому з/к Шатову. Лагадминистрацией охарактеризована с отрицательной стороны.
Расстреляна 10 сентября 1937 года на водоразделе Беломорско-Балтийского канала (между седьмым и восьмым шлюзами) у поселка городского типа Повенец Медвежьегорского района Карельской Автономной Советской Социалистической Республики. Место расстрела не найдено.
Реабилитирована прокурором Карелии 22 апреля 1989 года.

## Память
5 ноября 2023 года на жилом доме № 43 в Староконюшенном переулке, где в последний раз была арестована Брусилова, открыта табличка проекта «Последний адрес».